# Plavání na otevřené vodě na mistrovství světa v plaveckých sportech 2017
Závody v plavání na otevřené vodě na mistrovství světa v plaveckých sportech za rok 2017 proběhly v Budapešti, Maďarsko 15. až 21. července 2017.

## Česká stopa
Česko reprezentovali 4 závodníci.
V závodě na 5 km žen startovalo 58 závodnic – Alena Benešová (*1998) z USK Praha obsadila dělené 22. místo a Lenka Štěrbová (*1994) z SCPA Pardubice 26. místo.V plaveckém maratonu na 10 km žen startovalo 62 závodnic – Alena Benešová (*1998) z USK Praha obsadila dělené 36. místo a Lenka Štěrbová (*1994) z SCPA Pardubice 37. místo.V závodě na 25 km žen startovalo 21 závodnic – Lenka Štěrbová (*1994) z SCPA Pardubice obsadila 11. místo.
V závodě na 5 km mužů startovalo 62 závodníků – Matěj Kozubek (*1996) z TJ Bohemians Praha obsadil 36. místo a Vít Ingeduld (*1994) z KPSP Kometa Brno 41. místo. V plaveckém maratonu na 10 km mužů startovalo 65 závodníků – Matěj Kozubek (*1996) z TJ Bohemians Praha obsadil 33. místo a Vít Ingeduld (*1994) z KPSP Kometa Brno 46. místo.. V závodě na 25 km mužů startovalo 28 závodníků – Matěj Kozubek (*1996) z TJ Bohemians Praha obsadil 18. místo.

## Výsledky

### Individuální disciplíny
| Muži                      | Zlato                      | Zlato     | Stříbro                        | Stříbro   | Bronz                                             | Bronz     |
| ------------------------- | -------------------------- | --------- | ------------------------------ | --------- | ------------------------------------------------- | --------- |
| 5 km                      | Marc-Antoine Olivier (FRA) | 54:31,4   | Mario Sanzullo (ITA)           | 54:32,1   | Timothy Shuttleworth (GBR)                        | 54:42,1   |
| plavecký maraton na 10 km | Ferry Weertman (NED)       | 1:51:58,5 | Jordan Wilimovsky (USA)        | 1:51:58,6 | Marc-Antoine Olivier (FRA)                        | 1:51:59,2 |
| 25 km                     | Axel Reymond (FRA)         | 5:02:46,4 | Matteo Furlan (ITA)            | 5:02:47,0 | Jevgenij Dratcev (RUS)                            | 5:02:49,8 |
| Ženy                      | Zlato                      | Zlato     | Stříbro                        | Stříbro   | Bronz                                             | Bronz     |
| 5 km                      | Ashley Twichellová (USA)   | 59:07,0   | Aurélie Mullerová (FRA)        | 59:10,5   | Ana Marcela Cunhaová (BRA)                        | 59:11,4   |
| plavecký maraton na 10 km | Aurélie Mullerová (FRA)    | 2:00:13,7 | Samantha Arévalová (ECU)       | 2:00:17,0 | Ana Marcela Cunhaová (BRA) Arianna Bridiová (ITA) | 2:00:17,2 |
| 25 km                     | Ana Marcela Cunhaová (BRA) | 5:21:58,4 | Sharon van Rouwendaalová (NED) | 5:22:00,8 | Arianna Bridiová (ITA)                            | 5:22:08,2 |

### Štafety
| Mix                      | Zlato                                                                                        | Zlato   | Stříbro                                                                             | Stříbro | Bronz                                                                                       | Bronz   |
| ------------------------ | -------------------------------------------------------------------------------------------- | ------- | ----------------------------------------------------------------------------------- | ------- | ------------------------------------------------------------------------------------------- | ------- |
| 4×1250 m smíšená štafeta | Francie (FRA) (Océane Cassignolová, Logan Fontaine, Aurélie Mullerová, Marc-Antoine Olivier) | 54:05,9 | USA (USA) (Brendan Casey, Ashley Twichellová, Haley Andersonová, Jordan Wilimovsky) | 54:18,1 | Itálie (ITA) (Rachele Bruniová, Giulia Gabbrielleschiová, Federico Vanelli, Mario Sanzullo) | 54:31,0 |

## Medailová bilance
V plavání na otevřené vodě se rozdělily celkem 7 sad medailí.
| Pořadí | Stát                     |       | Muži    | Muži  | Muži  |         | Ženy  | Ženy  | Ženy    |       | Mix   | Mix     | Mix   |  | Muži + Ženy + Mix | Muži + Ženy + Mix | Muži + Ženy + Mix | Celkem |
| Pořadí | Stát                     | Zlato | Stříbro | Bronz | Zlato | Stříbro | Bronz | Zlato | Stříbro | Bronz | Zlato | Stříbro | Bronz |  |                   |                   |                   | Celkem |
| ------ | ------------------------ | ----- | ------- | ----- | ----- | ------- | ----- | ----- | ------- | ----- | ----- | ------- | ----- |  | ----------------- | ----------------- | ----------------- | ------ |
| 1.     | Francie (FRA)            |       | 2       | 0     | 1     |         | 1     | 1     | 0       |       | 1     | 0       | 0     |  | 4                 | 1                 | 1                 | 6      |
| 2.     | USA (USA)                |       | 0       | 1     | 0     |         | 1     | 0     | 0       |       | 0     | 1       | 0     |  | 1                 | 2                 | 0                 | 3      |
| 3.     | Nizozemsko (NED)         |       | 1       | 0     | 0     |         | 0     | 1     | 0       |       | 0     | 0       | 0     |  | 1                 | 1                 | 0                 | 2      |
| 4.     | Brazílie (BRA)           |       | 0       | 0     | 0     |         | 1     | 0     | 2       |       | 0     | 0       | 0     |  | 1                 | 0                 | 2                 | 3      |
| 5.     | Itálie (ITA)             |       | 0       | 2     | 0     |         | 0     | 0     | 2       |       | 0     | 0       | 1     |  | 0                 | 2                 | 3                 | 5      |
| 6.     | Ekvádor (ECU)            |       | 0       | 0     | 0     |         | 0     | 1     | 0       |       | 0     | 0       | 0     |  | 0                 | 1                 | 0                 | 1      |
| 7.     | Spojené království (GBR) |       | 0       | 0     | 1     |         | 0     | 0     | 0       |       | 0     | 0       | 0     |  | 0                 | 0                 | 1                 | 1      |
| 7.     | Rusko (RUS)              |       | 0       | 0     | 1     |         | 0     | 0     | 0       |       | 0     | 0       | 0     |  | 0                 | 0                 | 1                 | 1      |
| Celkem | Celkem                   |       | 3       | 3     | 3     |         | 3     | 3     | 4       |       | 1     | 1       | 1     |  | 7                 | 7                 | 8                 | 22     |